# Česko-americké vztahy
Česko-americké vztahy jsou bilaterální vztahy na státní úrovni mezi Českem a Spojenými státy, stejně jako vztahy mezi oběma národy. Oficiální vztahy mezi oběma zeměmi byly navázány teprve v roce 1993, tedy po osamostatnění států východního bloku po rozpadu SSSR a následném rozpadu komunisticky orientovaného Československa.
Po sametové revoluci v Československu v roce 1989 a následném přechodu k demokracii, vstupu do NATO v roce 1999 a Evropské unie v roce 2004, se samostatná Česká republika postupně stala blízkým hospodářským partnerem a formálním vojenským spojencem Spojených států, což v letech od roku významně zlepšilo bilaterální vazby díky stále rozsáhlejší spolupráci v různých oblastech politiky, kultury a dalších směrů, od boje proti terorismu po kulturní výměny.

## Dějiny

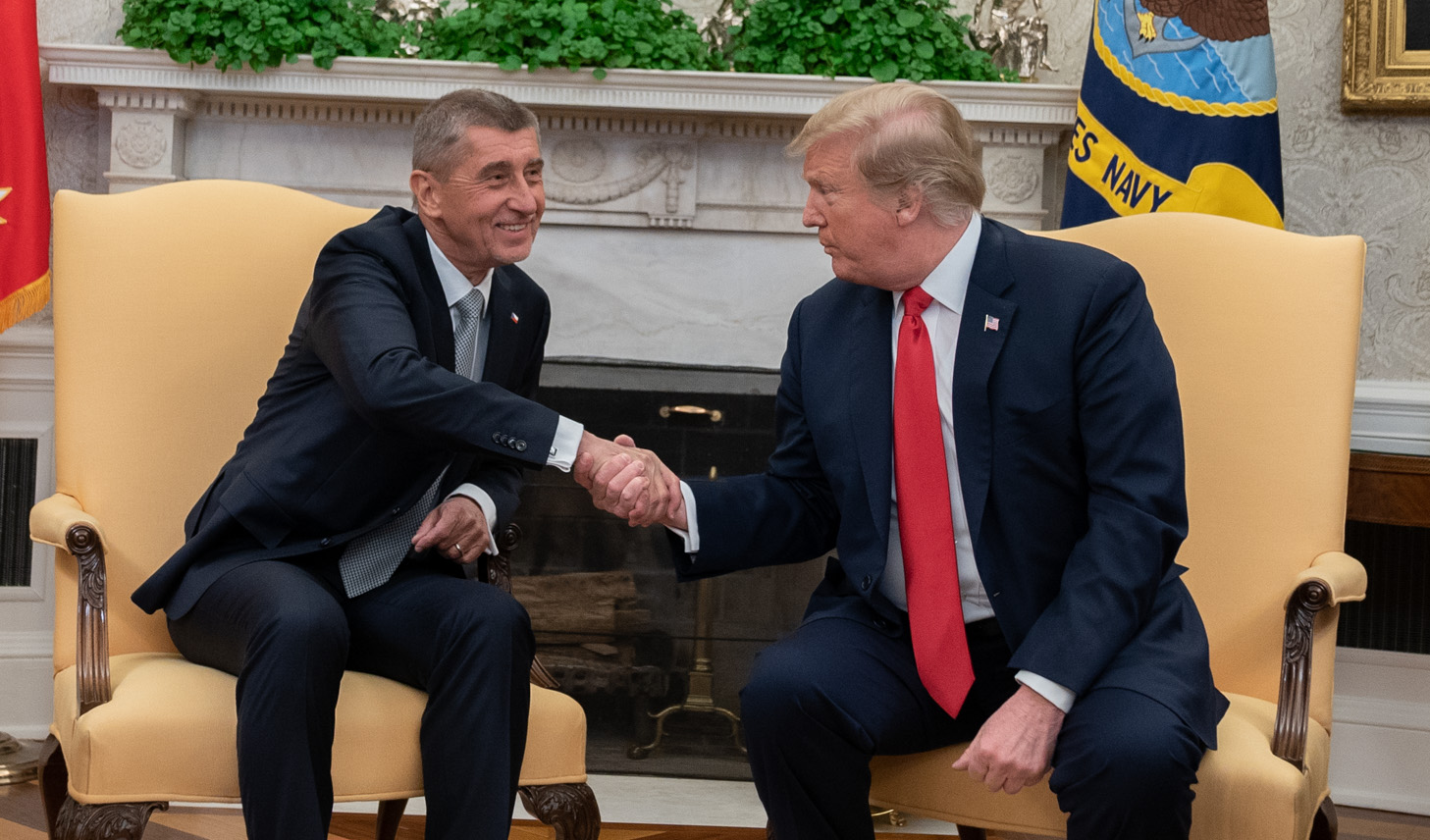
Český předseda vlády Andrej Babiš (vlevo) a americký prezident Donald Trump (vpravo) v Bílém domě, březen 2019

První doloženou osobou z Čech na americkém východním pobřeží byl pražský Žid Joachim Gans, jenž roku 1585 dorazil k řece Roanoke v Severní Karolíně s průzkumnou expedicí organizovanou Sirem Walterem Raleighem (1552–1618).
První vlna osadníků z českých zemí hledajících lepší život, připlouvala do Nového světa zejména z náboženských, ale i ekonomických důvodů v době pobělohorské v polovině 17. století.

### Po první světové válce
V roce 1918 bylo v americkém kongresu předneseno memorandum 14 bodů prezidenta Wilsona, určující postoj USA vůči ostatním státům, včetně práva etnických skupin na formování vlastních států. To sehrálo významnou roli pro podání návrhu na vytvoření společného státu Čechů a Slováků T. G. Masaryka a dalších, který byl klíčový pro pozdější vznik Československa. Později Masaryk navštívil USA během první světové války a spolupracoval s americkými představiteli na rozvoji základny nové země. Jako vzor Masaryk použil americkou ústavu jako vzor pro první československou ústavu.

### Poválečná válka a komunistické Československo
Po druhé světové válce se československá exilová vláda vrátila do Prahy a s USA a západními státy pokračovaly normální vztahy až do převzetí moci komunisty v únorovém převratu roku 1948 a vzájemné vztahy se prudce ochladily.
Sovětská invaze do Československa v srpnu 1968 dále zkomplikovala americko-československé vztahy. Spojené státy postoupily tuto záležitost Radě bezpečnosti OSN jako porušení Charty OSN, ale žádné kroky proti Sovětům nebyly podniknuty.

### Sametová revoluce

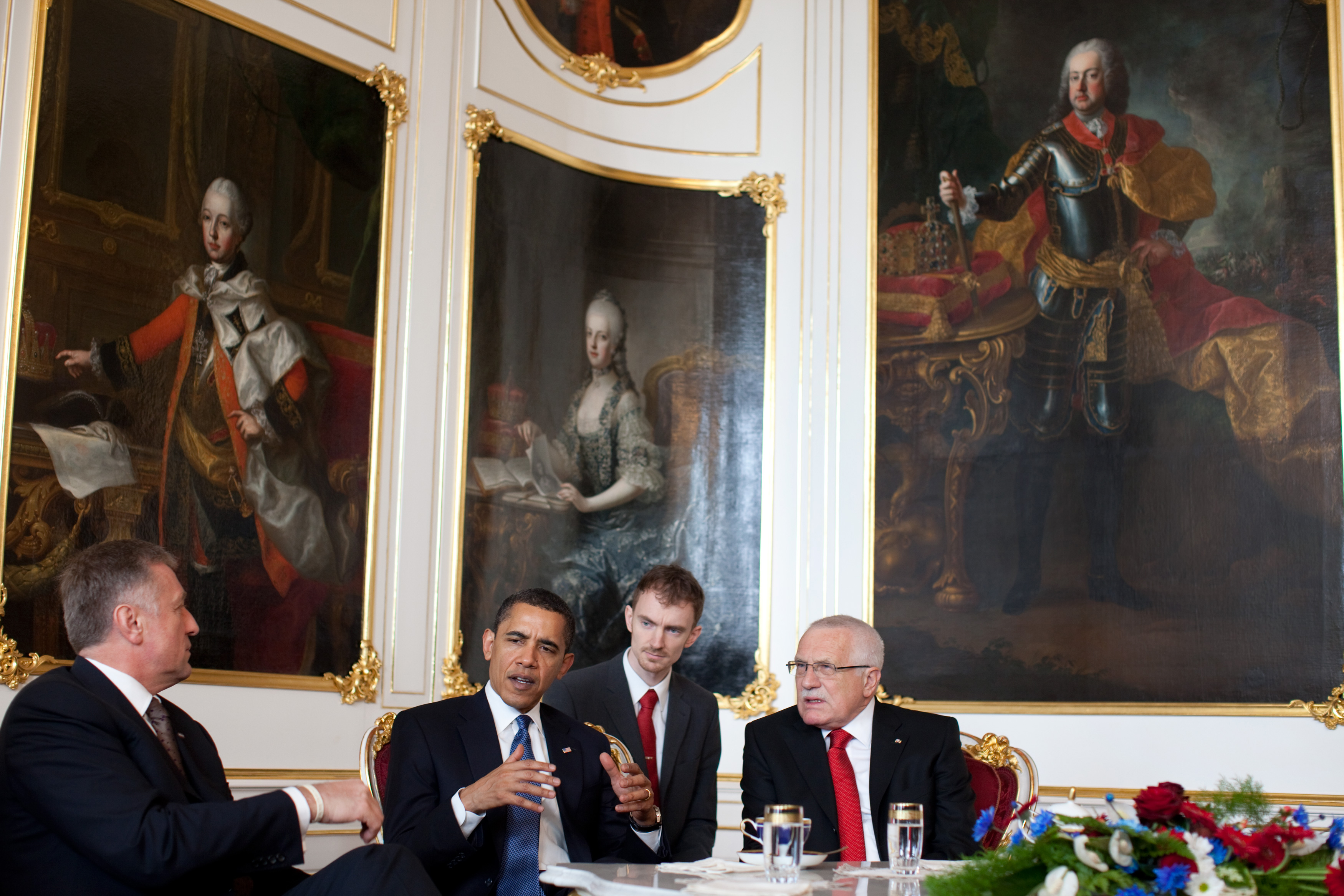
Setkání na Pražském hradě: Mirek Topolánek, Barack Obama a Václav Klaus.

Od sametové revoluce v listopadu 1989 se oboustranné vztahy citelně zlepšily. Političtí disidenti, kdysi podporovaní západními státy v čele s USA v oblasti lidských práv, dosáhli v československé vládě vysokých postů. Prezident Václav Havel při své první oficiální návštěvě jako hlava Československa oslovil Kongres USA a byl 21krát přerušen ovacemi. V roce 1990, při prvním výročí revoluce, prezident George W. Bush před nadšeným davem na Václavském náměstí přislíbil americkou podporu při budování demokracie. Za tímto účelem vláda USA aktivně podporovala politickou a ekonomickou transformaci.
Původní postoj americké vlády k rozdělení Československa byl odmítavý, a to kvůli obavám, že rozdělení by mohlo způsobit politické napětí ve Střední Evropě, avšak 1. ledna 1993 USA uznaly Českou republiku i Slovensko. Americko-české vztahy zůstávají ekonomicky, politicky a kulturně silné.
V únoru 2012 se z důvodu eskalující syrské občanské války bylo uzavřeno americké velvyslanectví v Sýrii. Po uzavření polského velvyslanectví převzala Česká republika ochranu zodpovědnosti USA. Občané USA, kteří potřebovali pomoc, byli směřováni na české velvyslanectví v Damašku.

## Návštěvy představitelů České republiky ve Spojených státech amerických
| Začátek              | Ukončení             | Představitel     | Titul          | Důvod návštěvy                                                                                  |
| -------------------- | -------------------- | ---------------- | -------------- | ----------------------------------------------------------------------------------------------- |
| 20. dubna 1993       | 22. dubna 1993       | Václav Havel     | Prezident      | 21. dubna se zúčastnil otevření Památníku holocaustu a setkal se s prezidentem Billem Clintonem |
| 3. května 1995       | 5. května 1995       | Václav Klaus     | Předseda vlády | Pracovní návštěva                                                                               |
| 21. října 1995       | 21. října 1995       | Václav Havel     | Prezident      | Zúčastnil se otevření Českého a Slovenského muzea a knihovny v Cedar Rapids, Iowa               |
| 30. září 1996        | 1. října 1996        | Václav Klaus     | Předseda vlády | Soukromá návštěva, setkání s prezidentem Billem Clintonem                                       |
| 15. září 1998        | 18. září 1998        | Václav Havel     | Prezident      | Státní návštěva                                                                                 |
| 23. dubna 1999       | 25. dubna 1999       | Václav Havel     | Prezident      | Účast na summitu NATO k jeho 50. výročí                                                         |
| 7. listopadu 1999    | 9. listopadu 1999    | Miloš Zeman      | Předseda vlády | Pracovní návštěva                                                                               |
| 7. listopadu 2001    | 10. listopadu 2001   | Miloš Zeman      | Předseda vlády | Soukromá návštěva; 9. listopadu setkání s prezidentem George W. Bushem                          |
| 17. září 2002        | 19. září 2002        | Václav Havel     | Prezident      | Pracovní návštěva; věnování pomníku prezidenta Tomáše G. Masaryka                               |
| 14. července 2003    | 17. července 2003    | Vladimír Špidla  | Předseda vlády | Pracovní návštěva                                                                               |
| June 11. června 2004 | June 11. června 2004 | Václav Klaus     | Prezident      | Účast na pohřbu prezidenta Ronalda Reagana                                                      |
| 8. března 2005       | 8. března 2005       | Václav Klaus     | Prezident      | Pracovní návštěva                                                                               |
| 25. února 2008       | 28. února 2008       | Mirek Topolánek  | Předseda vlády | Pracovní návštěva                                                                               |
| 12. dubna 2010       | 13. dubna 2010       | Jan Fischer      | Předseda vlády | Účast na summitu o jaderné bezpečnosti                                                          |
| 27. října 2011       | 27. října 2011       | Petr Nečas       | Předseda vlády | Pracovní návštěva                                                                               |
| 20. května 2012      | 21. května 2012      | Václav Klaus     | Prezident      | Účast na summitu NATO v Chicagu, Illinois                                                       |
| 17. listopadu 2014   | 17. listopadu 2014   | Bohuslav Sobotka | Předseda vlády | Pracovní návštěva                                                                               |
| 31. března 2016      | 1. dubna 2016        | Bohuslav Sobotka | Předseda vlády | Účast na summitu o jaderné bezpečnosti                                                          |
| 7. března 2019       | 7. března 2019       | Andrej Babiš     | Předseda vlády | Pracovní návštěva                                                                               |

## Návštěvy představitelů Spojených států amerických v České republice
| Začátek            | Ukončení           | Představitel          | Titul                        | Důvod návštěvy |
| ------------------ | ------------------ | --------------------- | ---------------------------- | --- |
| 11. ledna 1994     | 12. ledna 1994     | Bill Clinton          | Prezident                    | Setkání s prezidenty a premiéry České republiky, Maďarska, Polska a Slovenska |
| 11. ledna 1994     | 12. ledna 1994     | Warren Christopher    | Ministr zahraničních věcí    | Doprovod prezidenta Billa Clintona |
| 19. března 1996    | 21. března 1996    | Warren Christopher    | Ministr zahraničních věcí    | Schůzka ministrů zahraničních věcí střední a východní Evropy |
| 13. července 1997  | 14. července 1997  | Madeleine Albrightová | Ministryně zahraničních věcí | Pracovní návštěva |
| 31. srpna 1997     | 2. září 1997       | Madeleine Albrightová | Ministryně zahraničních věcí | Soukromá návštěva |
| 5. března 2000     | 8. března 2000     | Madeleine Albrightová | Ministryně zahraničních věcí | Pracovní návštěva |
| 19. listopadu 2002 | 22. listopadu 2002 | George W. Bush        | Prezident                    | Účast na summitu NATO a EAPC |
| 19. listopadu 2002 | 22. listopadu 2002 | Colin Powell          | Ministr zahraničních věcí    | Doprovod prezidenta George W. Bushe |
| 4. června 2007     | 5. června 2007     | George W. Bush        | Prezident                    | Účast na mezinárodní konference Programu atlantických bezpečnostních studií, schůzka s prezidentem Václavem Klausem a premiérem Mirkem Topolánkem                                                                                  |
| 8. července 2008   | 9. července 2008   | Condoleezza Riceová   | Ministryně zahraničních věcí | Podpis dohody o radaru protiraketové obrany |
| 4. dubna 2009      | 5. dubna 2009      | Barack Obama          | Prezident                    | Účast na summitu USA a Evropské unie |
| 4. dubna 2009      | 5. dubna 2009      | Hillary Clintonová    | Ministryně zahraničních věcí | Doprovod prezidenta Baracka Obamy |
| 8. dubna 2010      | 9. dubna 2010      | Barack Obama          | Prezident                    | Podepsání smlouvy s Ruskem o omezení strategických zbraní; setkání s prezidenty České republiky, Estonska, Lotyšska a Rumunska a s premiéry České republiky, Bulharska, Chorvatska, Maďarska, Litvy, Polska, Slovenska a Slovinska |
| 8. dubna 2010      | 9. dubna 2010      | Hillary Clintonová    | Ministryně zahraničních věcí | Doprovod prezidenta Baracka Obamy |
| 23. prosince 2011  | 23. prosince 2011  | Hillary Clintonová    | Ministryně zahraničních věcí | Účast na pohřbu prezidenta Václava Havla |
| 3. prosince 2012   | 4. prosince 2012   | Hillary Clintonová    | Ministryně zahraničních věcí | Pracovní návštěva |
| 11. srpna 2020     | 12. srpna 2020     | Mike Pompeo           | Ministr zahraničních věcí    | Pracovní návštěva |